# Caio Eduardo de Mello Cazziolato
Caio Eduardo de Mello Cazziolato (Casa Branca, 18 settembre 1974) è un ex cestista brasiliano.

## Carriera
Guardia tiratrice-ala piccola di 197 cm per 89 kg, ha disputato le Olimpiadi di Atlanta 1996 e ai Mondiali di Atene 1998. Ha vestito le maglie di Report/Mogi e São Paulo.